# Marcelo Tinelli
 (mai 2018).
Si vous disposez d'ouvrages ou d'articles de référence ou si vous connaissez des sites web de qualité traitant du thème abordé ici, merci de compléter l'article en donnant les références utiles à sa vérifiabilité et en les liant à la section « Notes et références ».
Marcelo Tinelli, né le 1er avril 1960 à San Carlos de Bolívar en Argentine , est un animateur de télévision, producteur, commentateur sportif, journaliste, footballeur, acteur et homme d'affaires argentin.

## Biographie
Marcello naît en 1960 de parents argentins d'origine italienne. Il est le fils de María Esther Domeño et de Dino Hugo Tinelli, qui exerce également  le métier de journaliste, (décédé en 1971), et petit-fils de José Domeño, propriétaire de deux journaux. Depuis son enfance, il travaille comme vendeur. de la crème glacée et des chaussures pour aider sa famille avec son manque d'argent après la mort de son père.
Il a déménagé dans la ville de Buenos Aires et a étudié à l'école Manuel Belgrano. Il était joueur de football dans les divisions inférieures des clubs Defensores de Belgrano et San Telmo. Selon lui, il passait ses après-midi à écouter un programme radiophonique bien connu appelé La Oral Deportivo (Les Sports Oraux) qui était diffusé et est encore diffusé sur Radio Rivadavia à Buenos Aires, où il a commencé à travailler comme cadet durant sa jeunesse. Bilingue : Il parle couramment l'espagnol et l'italien.

## Carrière télévisuelle
(14 septembre 2018).
Le contenu est difficilement compréhensible vu les erreurs de traduction, qui sont peut-être dues à l'utilisation d'un logiciel de traduction automatique.
Il a commencé sa carrière à la radio en 1975 sur Radio Rivadavia, prenant des notes sur le programme de José María Muñoz. Après plusieurs années comme un correspondant de plusieurs programmes de football sur le terrain de la radio, a reçu la possibilité de servir un journaliste sportif de la télévision entreprise Badía et le conducteur se souvient et annonceur Juan Alberto Badía à El Trece. De plus, elle effectuerait des travaux de continuité sur la station jusqu'en 1989.
Au début des années 1990, Gustavo Yankelevich lui a donné l'opportunité de réaliser un programme sur la chaîne Telefe, consacré aux questions sportives, intitulé Videomatch. Cette offre a été faite avant le rejet par l’annonceur de la radio, Gustavo Lutteral. En temps le programme a commencé à diffuser des vidéos d'accidents de sport, connu populairement comme bloopers, et virait vers l' humour. Ce succès a duré jusqu'en 2004, lorsque Tinelli a décidé de se retirer de cette chaîne.
En octobre 1996, elle a fondé Ideas del Sur, sa propre société de production qui produit et produit tous les programmes de sa paternité.
En 2005, il décide d'envoyer tous les programmes de sa société de production à Channel 9 ; celle-ci était à l'époque dirigée par l'entrepreneur des médias et journaliste Daniel Hadad .
Tinelli a commencé la production d'un nouveau programme de divertissement, qui serait en même temps dirigé par lui. Finalement, le programme est sorti le 5 avril, sous le nom de Showmatch . En septembre 2005, Tinelli a signé une alliance avec Adrián Suar et déplacé tous ses programmes sur la chaîne El Trece . 7 L'annonce officielle du contrat est survenue lors de la diffusion d'un épisode de La noche del 10 , où son chef Diego Armando Maradona, au nom de toute la chaîne, a organisé une grande réception une semaine plus tard. Ce contrat devait à l'origine durer du 1er janvier 2006 au 31 décembre 2009, avec la possibilité d'un renouvellement automatique chaque année indéterminée. Son premier programme sur El Trece a été diffusé le 30 mars 2006. Depuis lors, Tinelli est considéré comme la figure principale de la station.
En 2005, Tinelli a acquis les droits de plusieurs programmes télévisés : Dancing for a Dream, Chanter pour un rêve, Skating for a Dream et The Musical of Your Dreams, et a commencé à produire sa version argentine.
Il crée en 1990 la société de production Ideas del Sur.

## Style et image
Marcello possède une multitude de tatouages sur le corps.

## Filmographie
- 1992 : Un Minuto, Treinta y Dos Segundos de Enrique Aguilar[2]
- 1998-2004 : VideoMatch
- 2005-2021 : ShowMatch
- 2006-2019 : Bailando Por Un Sueño (Argentina)
- 2009 : High School Musical: La Selección
- 2022 : Canta Conmigo Ahora (Argentina)

## Vie privée
Il est le père de 5 enfants, issue d'une famille très recomposé :
De 1986 à 1993, il a été l'époux de l'actrice Soledad Aquino, de cette union naît 2 filles.
- Micaela Tinelli, née le 26 août 1988 (mannequin italo-argentine)
- Candelaria Tinelli dite Lelé, née le 6 novembre 1990 (artiste-peintre, designer et chanteuse italo-argentine)

De 1997 à 2009, il a été l'époux de l'actrice Paula Robles, de cette union naît un garçon et une fille.
- Francisco Tinelli, né le 16 mars 1998
- Juanita Tinelli dite Juana, née en 2002[5].

Il est actuellement en couple avec la mannequin Guillermina Valdés, de cette union naît un garçon.
- Lorenzo Tinelli, dit Lolo, né en 2014 (10-11 ans)[7],[8].